# 雅羅斯拉夫·謝里赫

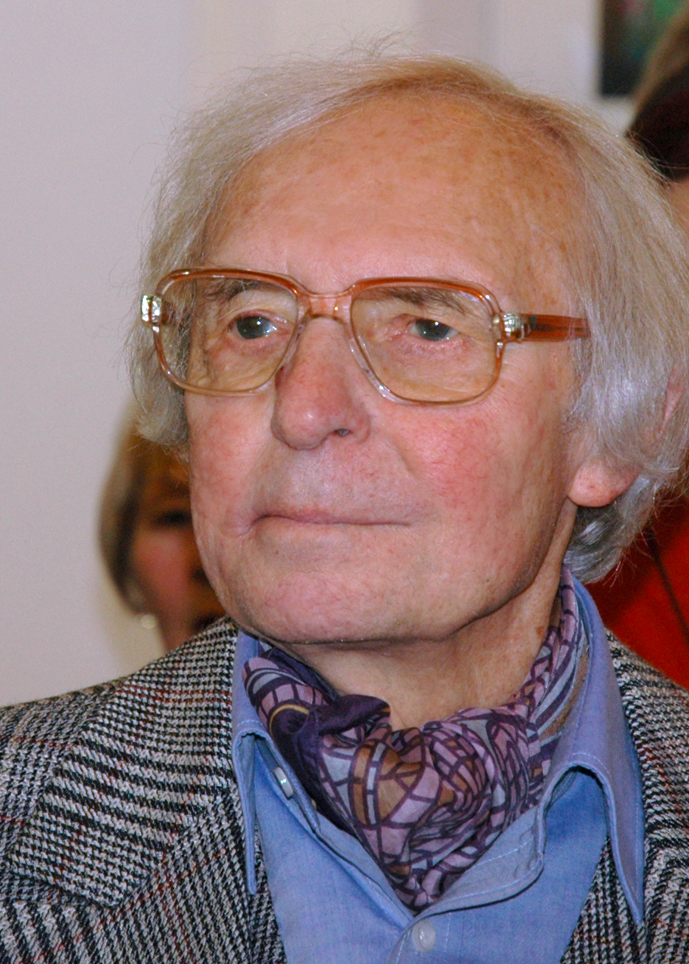
2012年12月的謝里赫

雅羅斯拉夫·謝里赫（捷克語發音：[jaroslav ʃɛriːx]，1928年2月27日—2014年3月23日）是一名捷克艺术家，他主要从事绘画、制作和展览。他出生于捷克斯洛伐克尼米克基布羅德。
2014年3月23日，他死于布拉格，享年86岁。